# Federação Palestina de Voleibol
A Federação Palestina de Voleibol  (em inglêsː Palestine Volleyball Federation, PVF) é  uma organização fundada em 1980 que governa a pratica de voleibol no Palestina, sendo membro da Federação Internacional de Voleibol e da Confederação Asiática de Voleibol, a entidade é responsável por  organizar  os campeonatos nacionais de  voleibol masculino e feminino no país.